# Bab az-Zuwar
Bab az-Zuwar (arab. باب الزوار, fr. Bab Ezzouar) – miasto w Algierii; 315 400 mieszkańców (2006). Przemysł spożywczy, ośrodek handlowy.